# Зілпа
Зілпа (івр. זִלְפָּה, Zilpa, Zilpāh) — згідно з Книгою Буття служниця Лії, яка стає наложницею патріарха Якова і народжує йому двох синів Гада і Ашера (Бут. 30:9).
Після одруження Якова на Лії (Бут. 29:24, Бут. 46:18) Зілпа віддана Лії служницею, батьком Лії - Лаваном.
Згідно з Раші — тлумачем Талмуду з 11 ст., Зілпа була молодша ніж Білга і рішення Лавана віддати її Лії було частиною хитрості, використаної ним для обману Якова, щоб той одружився з Лією, яка була старша, ніж Рахиль. На ранок після весілля, Лаван пояснив Якову, «У нашій місцевості не робиться так, щоб віддавати молодшу перед старшою» (Бут. 29:26). Але вночі, щоб приховати обман, Лаван дає завуальованій нареченій Лії молодшу з служниць Зілпу, щоб Яків думав, що він одружився з Рахіллю, молодшою з сестер.
Зілпа також фігурує в суперництві між дружинами Якова, щоб народити йому синів. Лія більше не зачинає після народження четвертого сина, після чого (Бут. 30:3) Рахиль, яка ще не може народжувати дітей, дає свою служницю  Білгу, в дружини Якову, щоб мати дітей через неї. Коли Білга народила двох синів, Лія вчиняє таке саме -  віддає свою служанку Зілпу Якову. Лія називає двох синів Зілпи своїми і бере безпосередню участь у їх вихованні.
У єврейській традиції, Зілпа вважається похованою в Гробниці праматерів у Тверії.